# Gare de Bourges
La gare de Bourges est une gare ferroviaire française, située sur le territoire de la commune de Bourges, préfecture du département du Cher, en région Centre-Val de Loire.
C'est une gare voyageurs de la Société nationale des chemins de fer français (SNCF), desservie par des trains de grandes lignes et des trains régionaux. Elle est également ouverte au service des marchandises.

## Situation ferroviaire
Établie à 130 mètres d'altitude, la gare de Bourges est située au point kilométrique (PK) 232,784 de la ligne de Vierzon à Saincaize, entre les gares ouvertes de Marmagne et de Saint-Germain-du-Puy. Gare de bifurcation, elle est aussi l'origine, au même PK, de la ligne de Bourges à Miécaze, qui est ouverte jusqu'à la gare de Montluçon-Ville. La première gare ouverte dans cette direction est celle de Saint-Florent-sur-Cher, séparée par la gare fermée de La Chapelle-Saint-Ursin-Bourg. Enfin, Bourges est le terminus, au PK 135,747, de la ligne d'Auxy - Juranville à Bourges, après la gare d'Asnières-lès-Bourges ouverte aux marchandises (la ligne étant partiellement déclassée au-delà).
La gare de Bourges est placée sous la dépendance de deux postes d'aiguillage. Le principal poste, de type PRG, est installé dans le bâtiment voyageurs ; il gère toutes les rentrées et sorties des voies principales (trains en provenance de Vierzon, Asnières, Montluçon et Saincaize). Le PRG a été mis en service en 1985, à l'occasion de la mise en service du cantonnement par BAL (block automatique lumineux). Au poste principal est adjoint un poste annexe ; ce dernier est situé au niveau de la bifurcation des lignes d'Asnières et de Vierzon / Montluçon, et comporte des leviers d'aiguillage, type V sans crans, afin de permettre les mouvements sur les nombreuses voies de service.

## Histoire

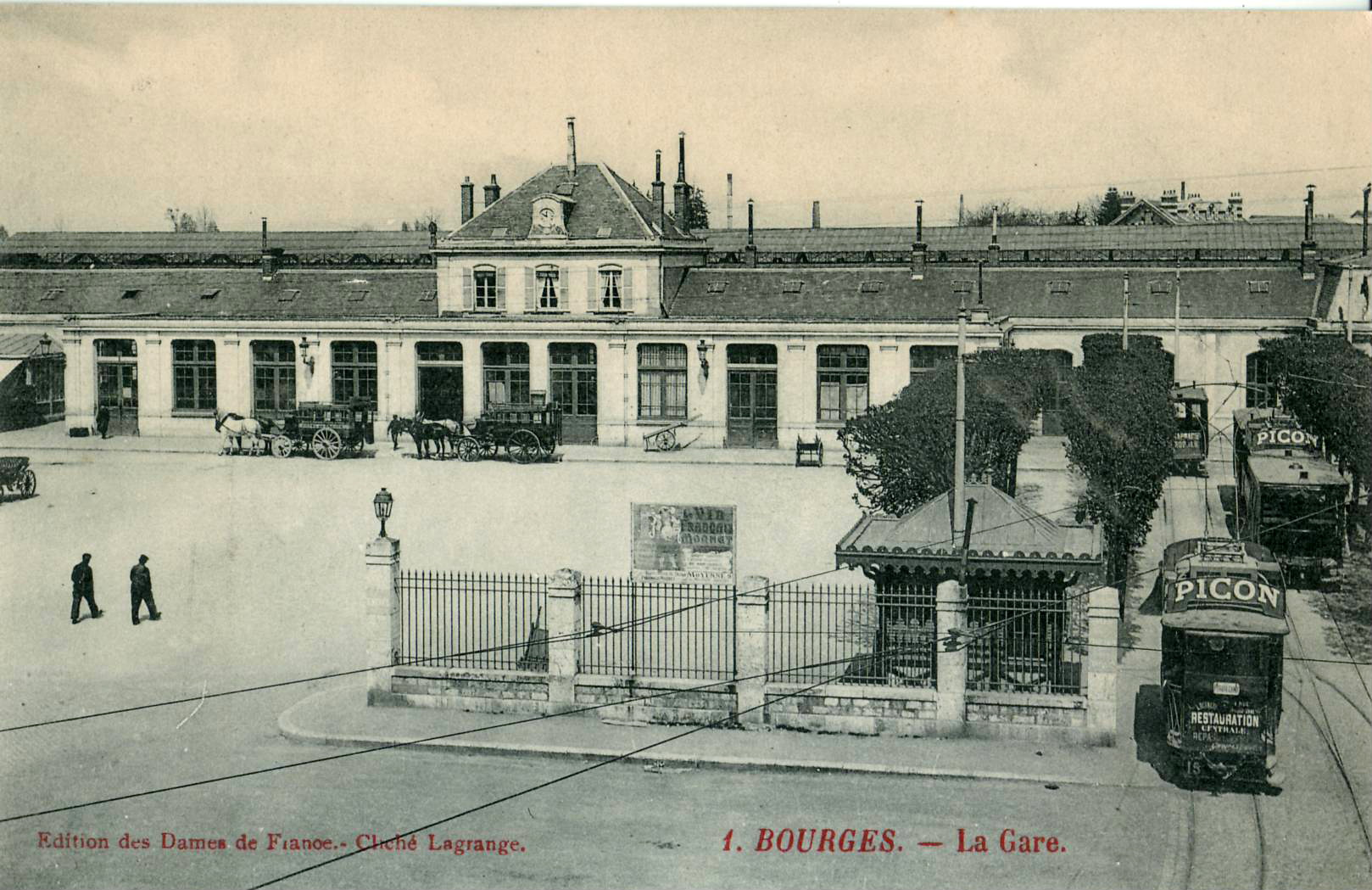
Deux rames du tramway de Bourges à leur terminus, sur le côté de la gare, vers 1910.

La première gare de Bourges, située temporairement sur la commune limitrophe de Saint-Doulchard, est ouverte le 19 juillet 1847 par la Compagnie des chemins de fer du centre.
La gare définitive ouvre à son emplacement actuel le 16 mai 1851.
L'année suivante, la gare passe sous le contrôle de la compagnie du Paris-Orléans (PO) à l'occasion de la fusion de la Compagnie du centre avec cette dernière.
La gare est dotée d'une passerelle en 1912, reconstruite en 2010.
La gare reçoit l'électrification en septembre 1997, avec l'arrivée de la caténaire 1500 volts venant de Vierzon.
En 1939, l'effondrement de la république espagnole provoque la Retirada, et des centaines de milliers de réfugiés fuient les troupes de Franco. Entre le 30 janvier et le 9 février 1939, 3 002 réfugiés espagnols arrivent dans le Cher,. Ils sont acheminés, en quatre convois, à la gare de Bourges, puis répartis entre huit centres de regroupement,.

## Fréquentation
Bourges est, quant au trafic, la première gare du département du Cher et la neuvième gare de la région Centre-Val de Loire. De 2015 à 2023, selon les estimations de la SNCF, la fréquentation annuelle de la gare s'élève aux nombres indiqués dans le tableau ci-dessous.
| Année                     | 2015      | 2016      | 2017      | 2018      | 2019      | 2020    | 2021      | 2022      | 2023      |
| ------------------------- | --------- | --------- | --------- | --------- | --------- | ------- | --------- | --------- | --------- |
| Voyageurs                 | 957 058   | 880 015   | 915 112   | 843 252   | 980 131   | 615 575 | 829 220   | 1 148 025 | 1 227 943 |
| Voyageurs + non voyageurs | 1 196 322 | 1 100 019 | 1 143 891 | 1 054 065 | 1 225 164 | 769 469 | 1 036 525 | 1 435 032 | 1 534 929 |

## Service des voyageurs

### Accueil
Gare de la SNCF, elle dispose d'un bâtiment voyageurs, avec guichets et salle d'attente, ouvert tous les jours. Elle est équipée d'automates pour l'achat de titres de transport. Des équipements, aménagements et services sont à la disposition des personnes à la mobilité réduite.

### Desserte
La gare est desservie par la relation Intercités Nantes – Lyon.
Au niveau régional, la gare est desservie par les relations TER vers Paris, Vierzon, Tours, Orléans, Nevers et Montluçon.
Par ailleurs, un TGV spécial est affrété pour emmener des malades et handicapés en pèlerinage à Lourdes. Ce train, circulant une fois par an, dessert également Vierzon et Châteauroux.

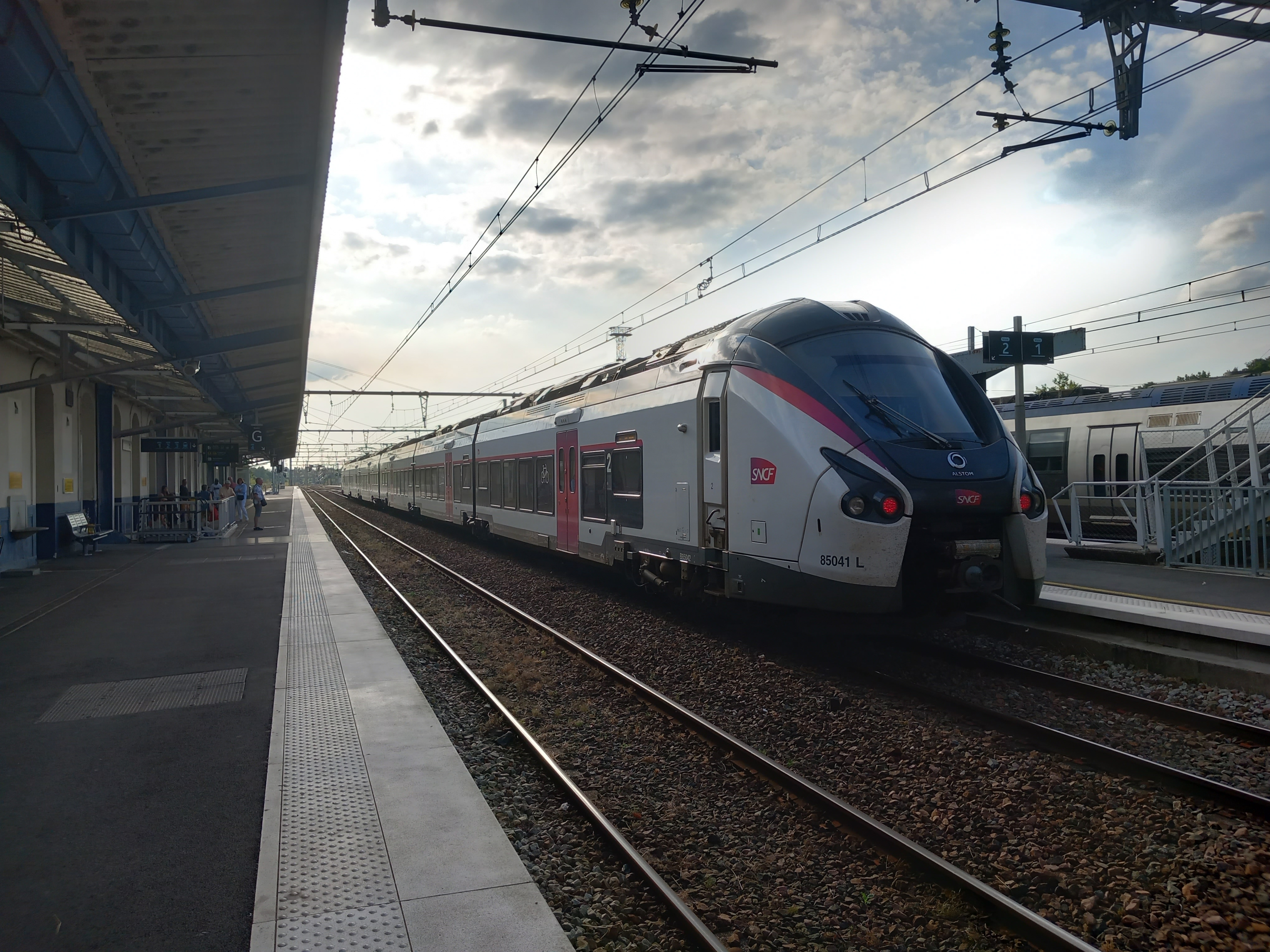
La rame B 85041/42, assurant le service Intercités.
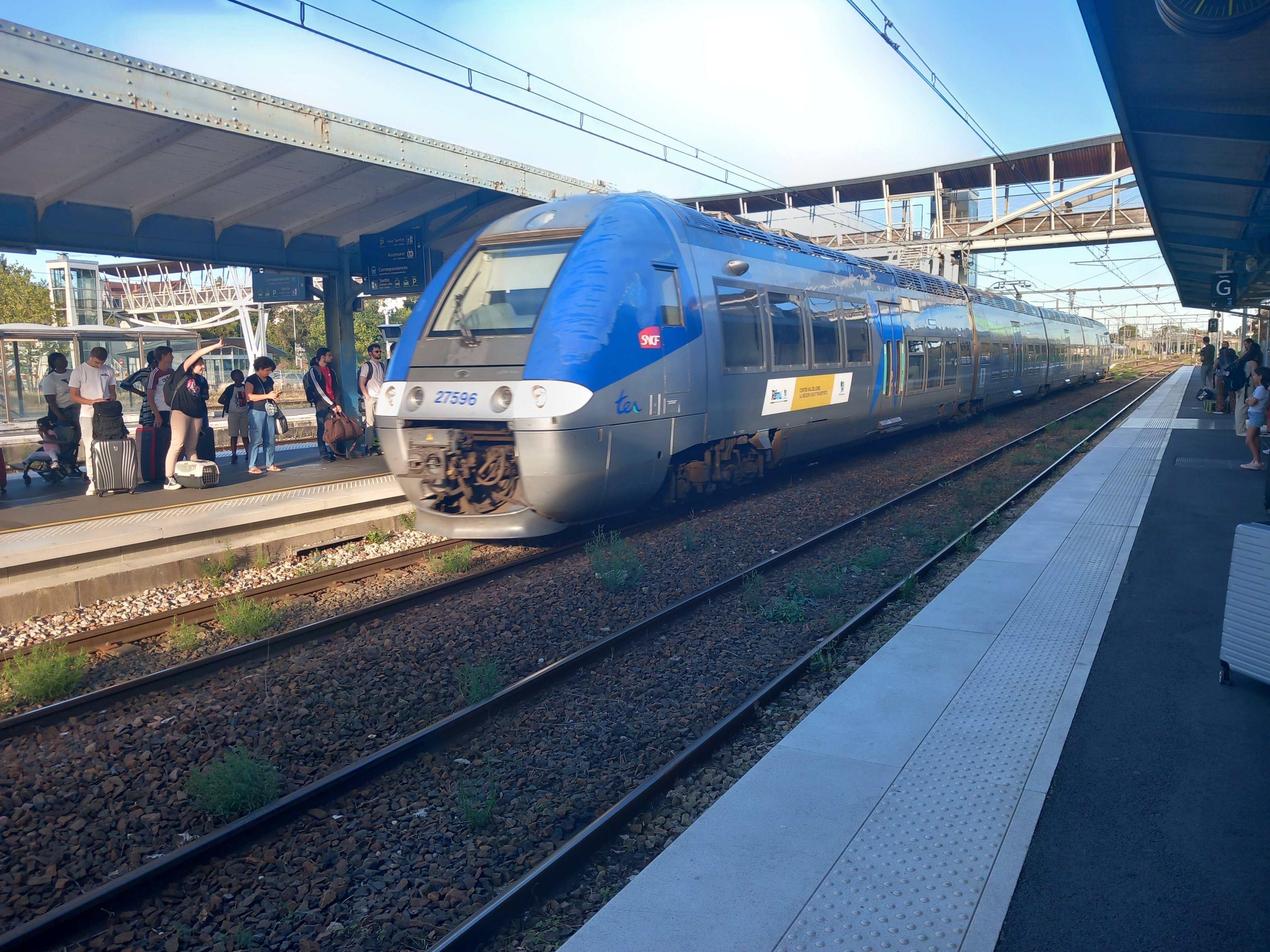
La rame Z 27595/596, arrivant en gare.
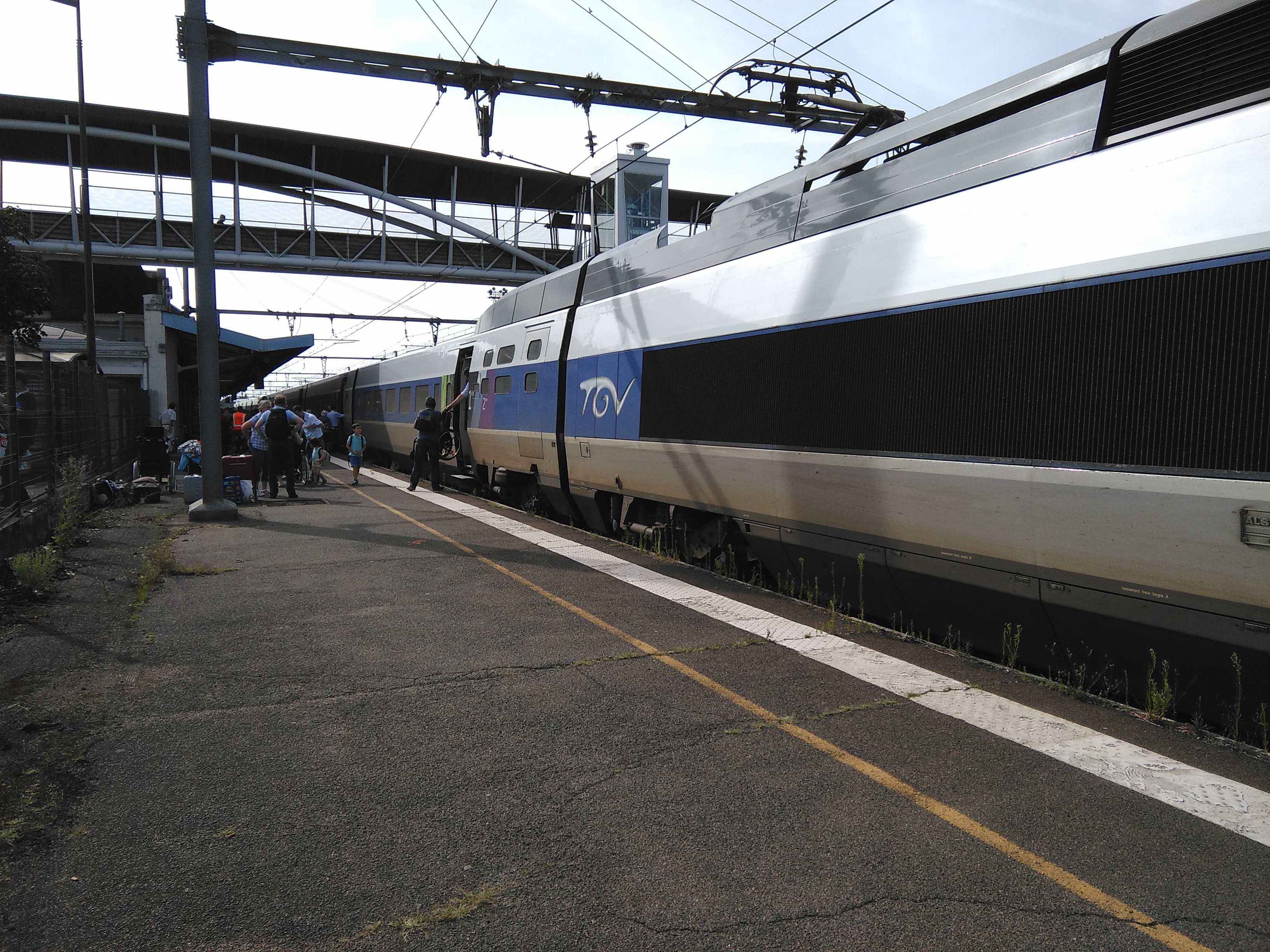
Une rame TGV Atlantique, pour le pèlerinage.

### Intermodalité
Deux parc pour les vélos et un parking sont aménagés à ses abords. La gare est desservie par des bus du réseau des transports en commun de Bourges (Agglobus), avec les lignes 1, 2, 3, 10, 11, 12, 13, 14 et le service VitaBus Soir. Le Réseau de mobilité interurbaine dessert lui aussi la gare.

## Service des marchandises
La gare de Bourges est ouverte au trafic des marchandises (trains massifs et wagons isolés pour certains clients).